# Œuvres de Jean Dubuffet
L'œuvre  de Jean Dubuffet comprend des huiles sur toile, des dessins au crayon, des dessins au stylo à bille auxquels il a donné le nom générique de Hourloupe. L'Hourloupe comprend les sculptures, des dessins, des Peintures monumentées, des huiles sur toile, des spectacles et habitacles. Les derniers dessins de l'artiste mélangent écrits et croquis, ils sont réunis dans le fascicule 38 du catalogue de l'œuvre intégral sous le titre Derniers dessins. Dubuffet a aussi rédigé des essais, et de multiples correspondances illustrées. Pratiquement tous les écrits de l'artiste comportaient des dessins soit en marge soit à part. Avec des dessins découpés, il a créé un spectacle Coucou Bazar, et dans l'esprit Hourloupe des sculptures et des  architectures qui sont les plus connues. Son œuvre se compose aussi de gravures, de lithographies et d'estampes. 
Une des périodes les plus importantes  de l'œuvre, (1956 à 1960) a vu naître un ensemble d'assemblages (huiles, huiles émulsionnées, collages), réunies sous le titre Sols et terrains lors d'une exposition à la galerie Baudoin-Lebon de Paris, le catalogue est préfacé par Daniel Cordier

## 1942- 1952 fin du figuratif, techniques diverses
- 1942: Trois femmes nues, octobre 1942, gouache, 90 × 42 cm (détruit)[3].
- 1943 : Gardes du corps, huile sur toile, 116 × 89 cm, répertoriée dans le fascicule I du Catalogue des travaux de Jean Dubuffet sous le no 23[4].
- 1944 : Jazz Band (Dirty Style Blues), huile sur toile, 97 × 130 cm,  (musée national d'Art moderne, Paris).
- 1945 : L'Homme à la pochette ; Le Gros Homme (musée Rolin, Autun, France)
- 1945-1947 : Portraits par Dubuffet, un ensemble de plus de cinquante portraits d'amis, réunis dans le fascicule III des Travaux de Jean Dubuffet. L'artiste a employé diverses techniques qui vont de l'acrylique, à l'huile, à l'huile émulsionnée, à la gouache, au crayon, à l'encre de Chine sur papier, ou au  fusain. Il les a traités dans un esprit d'effigie de la personne, sans qu'il soit besoin de pousser très loin l'exactitude des traits. Utilisant même un procédé pour empêcher la ressemblance[5].
- 1945-1947 : Portraits de Jean Paulhan ensemble de plus de vingt tableaux :  dessins, encre de Chine, huile sur masonite, aquarelle[6].
- 1946 : Vénus du trottoir , huile sur plaque de staff, 102 × 82 cm, Musée Cantini, Marseille[7]
- 1946 : Portrait de Michel Tapié , août 1946, dessin sur papier, 37,5 × 26 cm, ancienne collection Daniel Cordier[8]. La localisation actuelle est inconnue.
- 1951 : Paysage blond (musée des beaux-arts, Lyon, France)
- 1954 : La Vache au nez subtil Museum of Modern Art, New York
- 1954 et 1959-1960 Petites statues de la vie précaire, sculptures réalisées en deux périodes : de mars à octobre 1954 où Dubuffet a produit 41 pièces, et de octobre à décembre 1959 (39 pièces)[9] Les chiffres exacts varient selon les sites des musées et peuvent aller de 73 au total à 80.

## De 1952-1962, des Empreintes à l'Hourloupe
- 1956 : Sol du chemin très usagé, le jardin de pierres à Vence, 5 mars , huile sur toile, série Routes et chaussées, 89 × 116 cm, localisation inconnue[10]
- 1958 : Texturologie duveteuse (musée des beaux-arts, Rouen, France)
- 1959-1960 : Matériologies (série) :
  - Matière et Poids (musée d'art contemporain du Val-de-Marne, Vitry-sur-Seine, France)
- 1961 : Pisseur à droite Museum of Modern Art, (Pisseur à droite X) Musée des arts décoratifs de Paris (Pisseur à droite V)[11].
- 1961 : Hôtel du Cantal (musée des Arts décoratifs, Paris, France)
- 1962 : Affaires en ville (musée des Arts décoratifs, Paris, France)

## Le cycle de l'Hourloupe

### Sculptures, peintures, dessins
- 1961/1964 - 1985 L'Hourloupe est le mot inventé par Dubuffet  pour qualifier sa série nouvelle manière présentée à Venise au Palazzo Grassi sur le Grand Canal en 1964[12]. L'Hourloupe comprend des huiles sur toile, dessins, praticables, assemblages, sculptures, architectures, constructions, avec trois couleurs essentielles : rouge bleu et violacé. Les œuvres seront caractérisées au fil des ans  de plus en plus nettement par des rayures et des hachures qui seront la marque de Jean Dubuffet dans les vingt années à venir, jusqu'à sa mort[13].
- 1965-1971 Peintures monumentées, exposées à la Galerie Jeanne Bucher en 1968-1969,qui a édité un catalogue[14].
- 1983 : Mire G 137 (Kowloon)  fait partie du cycle de l'Hourloupe, voir les hachures caractéristiques de cette période[15], musée de Grenoble, Grenoble, France). Il existe de très nombreuses déclinaisons de Mire .. (Kowloon) réalisées par l'artiste dans les deux dernières années de sa vie [16]

### Sélection de sculptures monumentales
- 1969 : Arbre biplan (fondation Dubuffet, Périgny, France)
- 1970 : Le Bocage (collection privée, Düsseldorf, Allemagne
- 1972 : Groupe de quatre arbres (New York, États-Unis)
- 1973 : Closerie Falbala (fondation Dubuffet, Périgny, France)
- 1974 : Jardin d'émail (musée Kröller-Müller, Otterlo, Pays-Bas)
- 1977 : Chambre au lit sous l'arbre (collection privée, Long Island, États-Unis)
- 1982 : Manoir d'essor (musée d'art moderne Louisiana, Humlebæk, Danemark)
- 1983 : Monument au fantôme (Houston, États-Unis)
- 1984 : Monument à la bête debout (Chicago, États-Unis), d'après une maquette réalisée en 1969 par l'artiste[17], [18]
- 1988 : L'Accueillant (hôpital Robert-Debré, Paris, France)
- 1988 : Le Boqueteau (Flaine, France)
- 1988 : Le Réséda (siège de la caisse des dépôts et consignations, Paris, France)
- 1988 : Tour aux figures (île Saint-Germain, Issy-les-Moulineaux, France)
- 1996 : Élément d'architecture contorsionniste IV (siège de BGL BNP Paribas, Luxembourg, Luxembourg)
- 1996 : Chaufferie avec cheminée (Vitry-sur-Seine, France)
- 1998 : Le Bel costumé (jardin des Tuileries, Paris, France)

## Œuvres animées, spectacles
- 1973 :  Coucou bazar, tableau animé, avec des modules découpés dans le style de l'Hourloupe. Les éléments sont conservés à la Fondation Dubuffet et l'historique est décrit dans le fascicule XXVII du Catalogue raisonné des travaux de Jean Dubuffet [19]. Une photographie de K.Wyss présente Dubuffet de dos face à ses praticables : Dubuffet devant ses praticables sur la quatrième de couverture de l'ouvrage de Gaëtan Picon[20]. Les éléments du spectacle sont entreposés à la Fondation Dubuffet[21]

## Écrits, illustrations, lithographies
- Ler dla canpane par Dubufe J., texte en jargon autographié sur stencil avec gravures sur linoléum, sur bois de caisses et fonds de boîtes de camembert, Paris, L’Art Brut, 1948[22].
- Anvouaije par in ninbesil avec de zimaje, texte calligraphié sur papier à report, orné de neuf lithographies, Paris, chez l’auteur, 1950 correspondance avec Chaissac.
- Labonfam Abeber par inbo nom, texte en jargon transcrit en orthographe phonétique avec six dessins à l’encre de Chine, reportés photographiquement sur pierres lithographiques, Pairs, chez l’auteur, 1950.
- Plukifekler moinkon nivoua, Saint-Maurice-d’Ételan, L’Air du Temps, 1950.
- La Fleur de barbe, texte calligraphié et illustré par l’auteur, Paris, chez l’auteur, mars 1960.
- Vignettes-Lorgnettes, Bâle, Galerie Bayeler (devenue depuis 2005 la fondation Beyeler), 1962[23].
- La Botte à Nique, texte autographe de Jean Dubuffet illustré de dessins au marker découpés et collés sur papier divers, Genève, Éditions Albert Skira, 1973[24].
- Bonpiet beau neuille, texte autographe de Jean Dubuffet calligraphié et illustré de vingt-sept dessins à l’encre de Chine, Paris, Éditions Jeanne Bucher, 1983[25].
- Oriflammes, texte autographe de Jean Dubuffet calligraphié et illustré de seize sérigraphies d’après des dessins, Marseille, Ryôan-Ji, 1984[26].
- Prospectus et tous écrits suivants, textes réunis et présentés par Hubert Damisch, t. I et t. II, Paris, Gallimard, 1967[27] Tome II à la Bibliothèque Forney
- Prospectus et tous écrits suivants, textes réunis et présentés par Hubert Damisch, t. III et t. IV, Paris, Gallimard, 1995 [28]. Tous les volumes sont déposés à la Bibliothèque Forney
- Cerceaux 'sorcellent, texte de Max Loreau, 21 sérigraphies de Jean Dubuffet, éditions Beyeler, Bâle, et Galerie Jeanne Bucher, Paris, 1967 (tirage 800 exemplaires)

## Correspondance, écrits illustrés
Voir l'ensemble de la bibliographie de Jean Dubuffet comprenant lettres et écrit illustrés à la Fondation Dubuffet : Fondation Dubuffet
- Jean Dubuffet, Poirer le papillon, lettres de Jean Dubuffet à Pierre Bettencourt 1949-1985, agrémentées de quelques commentaires, Lettres vives, 1987, 151 p. (ISBN 978-2-903721-26-8)
- Jean Dubuffet, Lettres à J.B., 1946-1985, Paris, Hermann pages totales=, 1991 (ISBN 978-2-903721-26-8) collection « Savoir sur l’art »
- Jean Dubuffet et Pierre Carbonel, Lettres à un animateur de combats de densités liquides : Correspondance de Jean Dubuffet à Pierre Carbonel, Paris, Hesse, 1992 (ISBN 978-2-903721-26-8)
- Raymond Queneau-Jean Dubuffet, correspondance dans les Cahiers Raymond Queneau, no 28-29-30, 1993[29]
- Jean Dubuffet et Gaston Chaissac, Jean Dubuffet, Gaston Chaissac : correspondance 1946-1964, Paris, Gallimard, 2013, 771 p. (ISBN 978-2-07-014149-4)
- Lettres à PAB sur des livres faits en commun (1962-1963), Arles, Musée bibliothèque Pierre André Benoit, 1993[30].
- Jean Dubuffet et Claude Simon, Jean Dubuffet, Claude Simon : correspondance 1970-1984, Paris, L'Échoppe, 1994, 66 p. (ISBN 978-2-84068-034-5)
- Jean Dubuffet, Witold Gombrowicz : correspondance, Paris, Gallimard, 1995, 80 p. (ISBN 978-2-07-074248-6)
- Jean Dubuffet, Alexandre Vialatte : correspondance, lettres, dessins et autres cocasseries 1947-1975  (préf. Walter Lewino, édition annotée, présentée par Delphine Hautois et Marianne Jakobi), Clermont-Ferrand, Au Signe De La Licorne, 2004, 270 p. (ISBN 978-2-913034-07-5)
- Jean Dubuffet et Laurent Danchin, La Ponte de la langouste. Lettres à Alain Pauzié, Paris, Le Castor Astral, 1995, 137 p. (ISBN 978-2-07-074248-6)
- Jean Dubuffet et Ludovic Massé, Jean Dubuffet-Ludovic Massé, correspondance croisée 1940-1981, Perpignan, Mare Nostrum, 2000, 130 p. (ISBN 978-2-908476-20-0)
- Jean Dubuffet et Jean Paulhan, Jean Dubuffet, Jean Paulhan, correspondance 1944-1968, Paris, Gallimard-Claire Paulhan, 2003, 848 p. (ISBN 978-2-908476-20-0), édition établie, annotée et présentée par Julien Dieudonné et Marianne Jakobi,